# Sibylla Schwarz

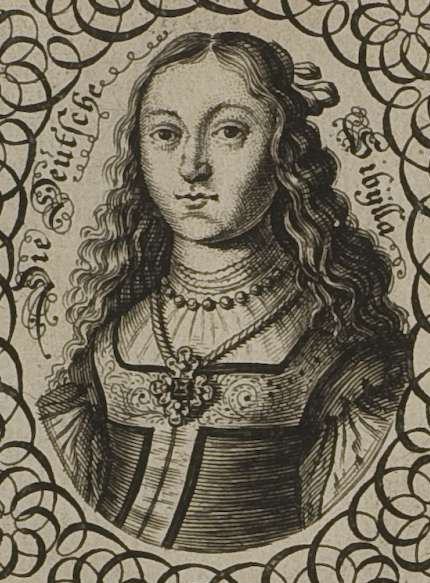
Sibylla Schwarz (Frontispiz-Detail: Deutsche Poëtische Gedichte, 1650)

Sibylla Schwarz, auch Sibylle Schwartz (* 14. Februarjul. / 24. Februar 1621greg. in Greifswald; † 31. Julijul. / 10. August 1638greg. ebenda), war eine deutsche Dichterin des Barock.

## Leben und Werk

Porträt mit Herausgeber-Widmung (Deutsche Poëtische Gedichte, 1650)

Sibylla Schwarz wuchs als jüngste Tochter des Greifswalder Bürgermeisters Christian Schwarz auf. Ihre Lebensumstände waren zunächst weitgehend unbeschwert, bis 1627 die Auswirkungen des Dreißigjährigen Krieges Greifswald erreichten und 1630 plötzlich ihre Mutter Regina, geborene Völschow, verstarb. Im Alter von etwa zehn Jahren begann sie, während sie von ihrem Hauslehrer Samuel Gerlach unterrichtet wurde, Gedichte zu schreiben. Ihre Poesie reflektiert die harte Zeit inmitten des Dreißigjährigen Krieges, von dem sie weder den Anfang noch das Ende erlebte. Greifswald war damals zuerst durch Wallenstein, später durch die Schweden besetzt. Wichtige Themen ihres Werkes bildeten Freundschaft, Liebe, Krieg und Tod. Anhand dieser Themen zeigt sich, dass viele ihrer Gedichte durch einen sehr persönlichen Ton gekennzeichnet sind. So feiern ihre Freundschaftsgedichte die Zusammenkunft von Freunden und Verwandten auf dem Familiengut Fretow. Auffällig an ihren Gedichten ist auch, dass sie häufig einen weiblichen Standpunkt einnehmen. Darüber hinaus gebrauchte sie die für das 17. Jahrhundert typischen Gedichtformen Sonett, Ode und Strophen-Lied. Sie beweisen ihre für ein Mädchen der damaligen Zeit ungewöhnliche Bildung. So studierte sie Martin Opitz, dessen Buch von der Deutschen Poeterey ihr als Vorbild für Metrik und Form diente. Zudem studierte sie Augustus Buchners Anleitung zur deutschen Poeterei und kannte die zeitgenössische Literatur. 1634 trug sie bei den offiziellen Feierlichkeiten anlässlich des Empfangs von Ernst Bogislaw von Croÿ, der an der Universität Greifswald ein Studium aufnehmen wollte, eines ihrer Gedichte vor. 1638 erkrankte sie plötzlich an der Ruhr und starb im Alter von 17 Jahren am Hochzeitstag ihrer älteren Schwester, der ihr letztes Gedicht gewidmet ist.
Ihre Gedichte wurden 1650 postum von Samuel Gerlach unter dem Titel Deutsche Poëtische Gedichte in zwei je über 100 Gedichte umfassenden Teilen veröffentlicht. Einige Lieder wurden auch in Gesangbücher aufgenommen. Eine Zeit lang war sie als „die pommersche Sappho“ berühmt, geriet aber im 18. Jahrhundert in Vergessenheit. Erst im 19. Jahrhundert wurde die Literaturforschung wieder auf Sibylla Schwarz als eine der wenigen Frauen in der Barocklyrik aufmerksam. 1980 erschien ein photomechanischer Nachdruck des 1650 erschienenen Buches, das der Forschung als Quelle dient. Im Januar 2021 erschien der erste Band der kritischen Gesamtausgabe im Verlag Reinecke & Voß.
Ihr Langgedicht „Ein Gesang wider den Neid“ wurde von Erika Greber als das „wohl erste kompromisslos feministische Gedicht der Weltliteratur“ angesehen.

## Originalwohnhaus

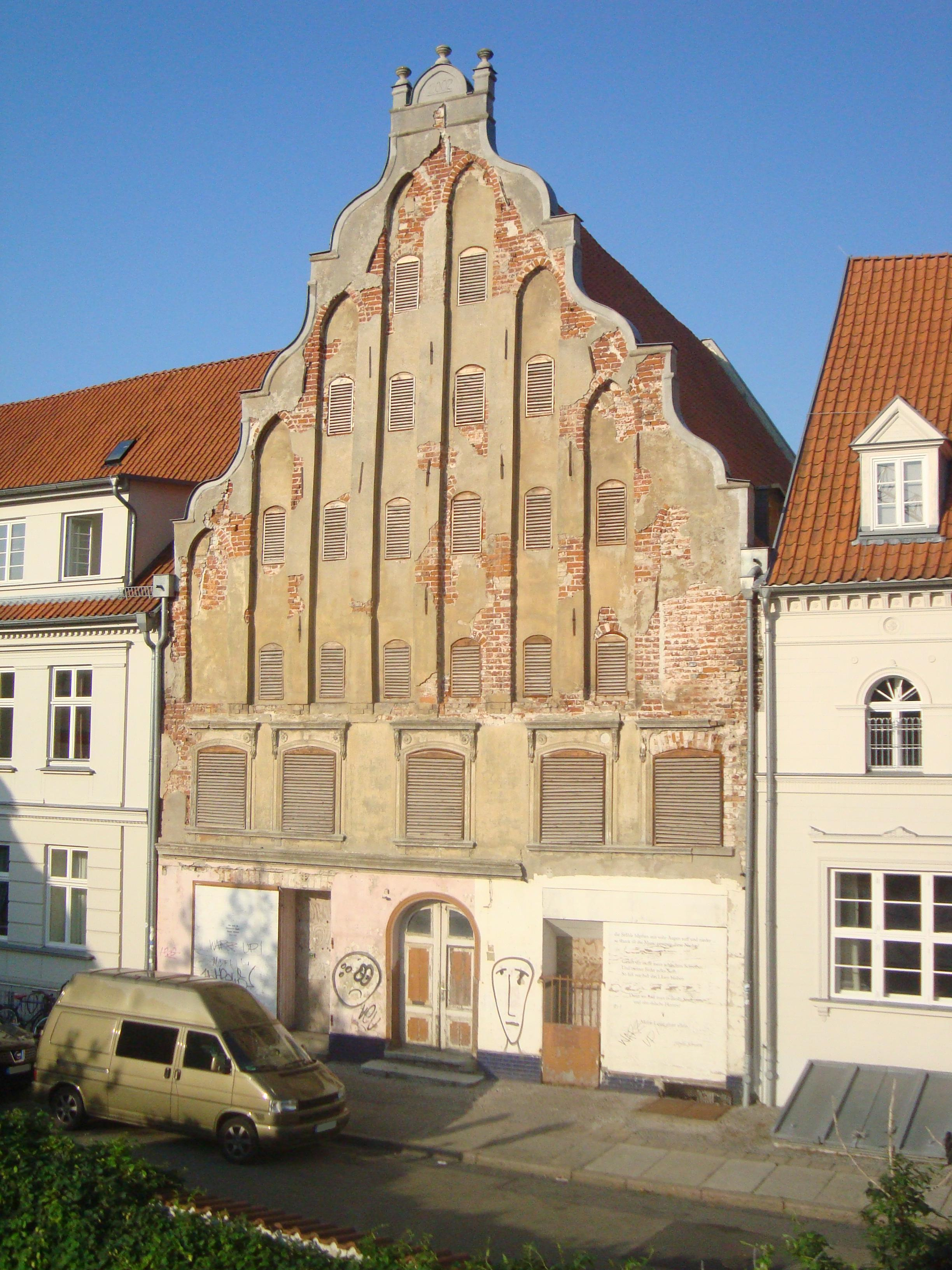
Spekulationsobjekt: Die Greifswalder Baderstraße 2 verfällt seit Jahrzehnten.

Das Wohnhaus der Dichterin in Greifswald ist bis zum heutigen Tage erhalten, droht jedoch wegen ausbleibender Instandhaltungsmaßnahmen zu verfallen. Die Greifswalder Bürgerschaft dachte deshalb über eine Enteignung des Hausbesitzers aus Göppingen zum Erhalt des Hauses in der Baderstraße 2 nach. Da das dafür zuständige Innenministerium von Mecklenburg-Vorpommern von dieser Maßnahme abriet, wurde für die Baderstraße 2 ein Instandsetzungs- und Modernisierungsgebot gewählt. Das Gebot soll den Eigentümer dazu verpflichten, die Fassade zu sanieren und das Haus dauerhaft zu sichern. Das Gebot ist aktuell noch nicht in Kraft getreten. Das Haus verfällt weiter.
Am 8. Juni 2019 haben der Eigentümer und am 14. Juni Sonja Gelinek vom Sibylla-Schwarz-Verein eine Unterschrift unter eine Absichtserklärung gesetzt. Zwischen Siller und dem Verein würde demnach ein langfristiger Mietvertrag über das gesamte Haus geschlossen, um hier ein Sibylla-Schwarz-Zentrum mit Lesearchiv und ein Café im Erdgeschoss einzurichten. Da entgegen diesen Zusagen bis zum Jahresende 2021 nicht mit der Renovierung begonnen wurde und das barocke Haus weiterhin verfällt, will die Stadtverwaltung der Hansestadt die 2015 eingeleitete Enteignung des Eigentümers wieder aufnehmen.
Die Familienhistorikerin Gesine Nissen geht jedoch von einer Verwechselung zweier Bürgermeister gleichen Namens durch den Stadtarchivar Rudolf Biederstedt aus. Besitzer des Grundstücks Baderstraße 2 sei demnach Bürgermeister Christian Schwar(t)z gewesen, der von 1613 bis 1623 regierte. Sibyllas Vater war aber erst ab 1631 Bürgermeister und wohnte mit seiner Familie vermutlich in der Domstraße 12; das Haus wurde bereits 1678 durch brandenburgische Truppen zerstört.

## Rezeption

Sibÿllen Schwarzin Deutsche Poëtische Gedichte (Titelblatt, 1650)

Im Jahr 2014 entstand der Film Sibylla Back in Town unter der Regie von Hedwig Golpon, Produzent und Drehbuchautor war Walter Baumgartner. Die Schülerin Philine Gebhardt verkörpert die Dichterin, die durch das moderne Greifswald und ihr geliebtes Frätow wandert. Der 45-minütige Kurzfilm feierte am 2. Dezember 2014 im Pommerschen Landesmuseum seine Premiere.
Die Berthold Leibinger Stiftung vergab ihren mit 20.000 Euro dotierten Comicbuchpreis für das Jahr 2020 an den Zeichner Max Baitinger. In seinem prämierten Band „Sibylla“, der anlässlich des 400. Geburtstages der Protagonistin 2021 erschienen ist, greift er die Geschichte der Greifswalder Dichterin Sibylla Schwarz auf, wobei er mit verschiedenen Text- und Zeitebenen spielt.

## Schriften (Auswahl)

### Werkausgaben

#### Kritische Werkausgabe
- Sibylla Schwarz: Werke, Briefe, Dokumente. Kritische Ausgabe, Bd. 2: Heroische Stücke, Erzählende Dichtung, Drama, Paratexte und Dokumente, Anhang mit Nachwort und Registern. Hrsg. von Michael Gratz. Reinecke & Voß, Leipzig 2022, ISBN 978-3-942901-43-7.
- Sibylla Schwarz: Werke, Briefe, Dokumente. Kritische Ausgabe, Bd. 1: Briefe, Sonette, Lyrische Stücke, Kirchenlieder, Ode, Epigramme und Kurzgedichte, Fretowdichtung. Hrsg. von Michael Gratz. Reinecke & Voß, Leipzig 2021, ISBN 978-3-942901-42-0.[16]

#### Weitere Werkausgaben
- Sibylla Schwarz: Deutsche poetische Gedichte. Nach der Ausgabe von 1650 im Neusatz hg. von Klaus Birnstiel unter Mitarbeit von Jelena Engler. Hannover: Wehrhahn 2021 (= Die Anderen Klassiker, o.N.), ISBN 978-3-86525-839-7.
- Sibylle Schwarz: Deutsche Poëtische Gedichte. Faksimiledruck nach der Ausgabe von 1650. Herausgegeben und mit einem Nachwort von Helmut W. Ziefle. Peter Lang, Bern / Frankfurt am Main / Las Vegas 1980.
- Sibyllen Schwarzin Vohn Greiffswald aus Pommern Deutsche Poëtische Gedichte, Nuhn Zum ersten mahl auß ihren eignen Handschrifften herauß gegeben und verleget. Danzig 1650; archive.org.
- Digitalisierte Drucke von Sibylla Schwarz im Katalog der Herzog August Bibliothek.

### Werkauswahl
- Sibylla Schwarz: Ich fliege Himmel an mit ungezähmten Pferden. Werkauswahl. Herausgegeben von Gudrun Weiland. Secession Verlag, Zürich 2021, ISBN 978-3-905951-60-8.
- Sibylla Schwarz: Ist Lieben Lust, wer bringt dann das Beschwer? Reinecke & Voß, Leipzig 2016, ISBN 978-3-942901-21-5.
- Sibylla Schwarz: Gesang wider den Neid. Sibylla Schwarz – Barockdichtung aus Greifswald. Herausgegeben von Horst Langer. Karl-Lappe Verlag, Greifswald 2013. ISBN 978-3-9814547-3-4
- Sibylla Schwarz: Das schnöde Tun der Welt. Herausgegeben von Horst Langer. Buch.macher, Mesekenhagen 2009, ISBN 978-3-935039-64-2.

## Sekundärliteratur
- Guido K. Brand: Die Frühvollendeten. Ein Beitrag zur Literaturgeschichte. W. de Gruyter & Co., Berlin 1929 [1928], S. 26–30.
- Mirosława Czarnecka: Sibylla Schwarz (1621–1638) und ihr Selbstverständnis als Autorin. In: Silesia Nova, Jahrbuch für Kultur und Geschichte 2020. Neisse Verlag, Dresden 2021, ISBN 978-3-86276-308-5.
- Petra Ganzenmueller: Wider die Ges(ch)ichtslosigkeit der Frau. Weibliche Selbstbewußtwerdung zu Anfang des 17. Jahrhunderts am Beispiel der Sibylle Schwarz. Diss., Vancouver 1998.
- Kurt Gassen: Sibylle Schwarz, eine pommersche Dichterin In: Pommersche Jahrbücher, Band 21, 1921, S. 1–108.
- Ludwig Giesebrecht: Über einige Gedichte der Sibylle Schwarz. Stettin 1865.
- Erika Greber: Text und Paratext als Paartext. Sibylle Schwarz und ihr Herausgeber. In: Frieder von Ammon, Herfried Vögel (Hrsg.): Die Pluralisierung des Paratextes in der Frühen Neuzeit. Theorie, Formen, Funktionen. Lit, Berlin 2008, ISBN 978-3-8258-1605-6, S. 19–43.
- Susanne Gugrel-Steindl: Ausgewählte dramatische Literatur von Andreas Gryphius, Johann Christian Hallmann und Sibylle Schwarz. Diss., Wien 1991.
- Tomasz Jabłecki: „Gerne schryb ich weiter fort / doch die Faust will mir erkalten“. Epigonalität und Originalität in der Gelegenheitsdichtung von Sibylla Schwarz.  In: Silesia Nova, Jahrbuch für Kultur und Geschichte 2020. Neisse Verlag, Dresden 2021, ISBN 978-3-86276-308-5.
- Hans-Wolf Jäger: „Die pommerische Sappho“ Sibylla Schwarz (1621–1638). In:  Holger Böning, Hans-Wolf Jäger, Andrzej Katny, Marian Szczodrowski (Hrsg.): Danzig und der Ostseeraum. Sprache, Literatur, Publizistik. Bremen 2005, ISBN 978-3-934686-27-4, S. 21–32.
- Kalina Mróz-Jabłecka: Sibylla Schwarz in der Leichenpredigt von Christoph Haben. Die Lebenswelt der gelehrten Jungfrau aus der Greifswalder Stadtelite – ein Vergleich mit Breslau. In: Silesia Nova, Jahrbuch für Kultur und Geschichte 2020.  Neisse Verlag, Dresden 2021, ISBN 978-3-86276-308-5.
- Monika Schneikart u. a. (Hrsg.): Ein Jrdisch Paradeiß. Die Dichterin Sibylla Schwarz und ihre Zeit (= The early modern world, Bd. 8). V&R Unipress, Göttingen 2024, ISBN 978-3-8471-1691-2.
- Helmut W. Ziefle: Sibylle Schwarz, Leben und Werke. Bonn 1975.

Lexikalische Einträge
- Jörg-Ulrich Fechner: Schwarz, Sibylle. In: Neue Deutsche Biographie (NDB). Band 23, Duncker & Humblot, Berlin 2007, ISBN 978-3-428-11204-3, S. 800 f. (Digitalisat).
- Gerhard Dünnhaupt: Sibylle Schwarz. In: Personalbibliographien zu den Drucken des Barock. Band 5. Hiersemann, Stuttgart 1991, ISBN 3-7772-9133-1, S. 3895–3896 (Werk- und Literaturverzeichnis).
- Adolf Häckermann: Schwarz, Sibylla. In: Allgemeine Deutsche Biographie (ADB). Band 33, Duncker & Humblot, Leipzig 1891, S. 248 f.
- Konrad Weiß: Schwarz, Sibylla. In: Biographisch-Bibliographisches Kirchenlexikon (BBKL). Band 23, Bautz, Nordhausen 2004, ISBN 3-88309-155-3, Sp. 1331–1337 (Artikel/Artikelanfang im Internet-Archive).